# Ministre de l'Instruction publique de Russie
Le ministère de l'instruction publique fut fondé en 1802. Il s'occupait à l'origine des six circonscriptions universitaires de Russie : Moscou, Vilna, Dorpat, Kazan, Kharkov et Saint-Pétersbourg.
Du 24 octobre 1817 au 15 mai 1824 le ministère de l'instruction publique fut renommé en Ministère des Affaires Spirituelles et de l'Instruction publique.

## Ministres de l'instruction publique
- Comte Piotr Zavadovsky 8 septembre 1802 ; 11 avril 1810
- Comte Alexeï Kirillovitch Razoumovsky 11 avril 1810 ; 10 août 1816
- Prince Alexandre Nikolaïevitch Golitsyne 10 août 1816 ; 15 mai 1824
- Alexandre Chichkov 15 mai 1824 ; 25 avril 1828
- Prince Charles Christophe von Lieven 25 avril 1828 ; 18 mars 1833
- Comte Sergueï Ouvarov 21 mars 1833 ; 20 octobre 1849
- Platon Chirinski-Chikhmatov 20 octobre 1849 ; 7 avril 1853
- Avraam Sergueïevitch Norov 7 avril 1853 ; 23 mars 1858
- Evgraf Petrovitch Kovalevsky 23 mars 1858 ; 28 juin 1861
- Comte Ievfimy Poutiatine 28 juin 1861 ; 25 décembre 1861
- Alexandre Vassilievitch Golovnine 25 décembre 1861 ; 14 avril 1866
- Comte Dimitri Andreïevitch Tolstoï 14 avril 1866 ; 24 avril 1880
- Andreï Sabourov 24 avril 1880 ; 24 mars 1881
- Baron Alexandre Nicolaï 24 mars 1881 ; 16 mars 1882
- Ivan Davidovitch Delyanov 16 mars 1882 ; 29 décembre 1897
- Nicolas Pavlovitch Bogolepov 12 février 1898 ; 2 mars 1901
- Piotr Vannovski 24 mars 1901 ; 11 avril 1902
- Grigori Edouardovitch Zenger 11 avril 1902 ; 23 janvier 1904
- Vladimir Glazov 10 avril 1904 ; 18 octobre 1905
- Comte Ivan Ivanovitch Tolstoï 31 octobre 1905 ; 24 avril 1906
- Piotr Kauffman 24 avril 1906 ; 1er janvier 1908
- Alexandre Shvarts 1er janvier 1908 ; 25 septembre 1910
- Lev Kasso 25 septembre 1910 ; 26 novembre 1914
- Comte Pavel Nicolaïevitch Ignatiev 9 janvier 1915 ; 27 décembre 1916
- Nikolaï Koultchitski 27 décembre 1916 ; 28 février 1917